# The Head Cat
The Head Cat — американская супергруппа, основанная вокалистом и басистом Лемми (из Motörhead), барабанщиком Слимом Джимом Фантом (из Stray Cats) и гитаристом Дэнни Б. Харви (из Lonesome Spurs и The Rockats). В 2017 году бывший участник Morbid Angel, Дэвид Винсент присоединился к группе качестве вокалиста и басиста.

## История
The Head Cat была сформирована после записи трибьют-альбома Элвису Пресли «Swing Cats, A Special Tribute To Elvis» в 2000 году, в записи которого принимали будущие участники группы. После того записи были закончены, они остались в студии, и Лемми взял акустическую гитару и начал играть некоторые из его старых любимых песен Джонни Кэша, Бадди Холли и Эдди Кокрана. Остальные участники эти песни знали и присоединились. Название группы было создано путём объединения названий групп Motörhead, The Stray Cats и 13 Cats, в результате чего получилось «The Head Cat», похожие на то, что Лемми сделал в 1980 году с Headgirl (сотрудничество между Motörhead и Girlschool).
В 2006 году группа выпустила свой первый студийный альбом, «Fool’s Paradise», который был переизданием ранее выпущенного альбома под названием «Lemmy, Slim Jim & Danny B».
В этот альбом вошли песни музыкантов, таких как Бадди Холли, Карла Перкинса, Джимми Рида, T-Bone Walker, Ллойда Прайса, Элвиса Пресли и Джонни Кэша.
На записях Лемми играл на акустической гитаре, а на живых выступлениях Лемми использовал свой фирменный Rickenbacker.
В том же году, был выпущен концертный DVD − «Rockin' the Cat Club — Live from the Sunset Strip», в который включены 13 песен и интервью с группой.
Второй студийный альбом группы, «Walk Walk … Talk Talk», был выпущен на лейбле Niji Entertainment Group в июне 2011 года. Это был первый новый материал группы за одиннадцать лет, после альбома «Lemmy, Slim Jim & Danny B» выпущенного в 2000 году, когда группа закрепила своё официальное название.

## Участники группы
Нынешний состав
- Дэвид Винсент — вокал, бас-гитара
- Слим Джим Фантом — ударные, перкуссия, бэк-вокал
- Дэнни Б. Харви — контрабас, гитара, клавишные

Бывший участник
- Лемми Килмистер (до 2015 года)[1] — вокал, гитара, бас-гитара, губная гармоника

## Дискография
- Lemmy, Slim Jim & Danny B (2000)[12]
- Fool's Paradise (2006)
- Rockin' The Cat Club: Live from the Sunset Strip (DVD) (2007)
- Walk the Walk...Talk the Talk (2011)
- Rock n' Roll Riot on the Sunset Strip (2016)[13]